# عشار باسق
العشار أو العشار الباسق أو العشر نوع نباتي ينتمي إلى جنس العشار من الفصيلة الدفلية.

## الأسماء المتداولة
عُشر - عشكار – عشور – عشير – بيض العشر – بيض الجمال –انتورجة- حريرية ( لوجود ما يشبه الحرير داخل الثمرة ).

## الموئل والانتشار
نبات صحراوي ينتشر في الجزيرة العربية، وغور الأردن ومصر (بما فيها سيناء) والسودان، وبعض أقطار المغرب العربي (ليبيا والجزائر والمغرب) والقرن الإفريقي وإيران والهند.

## الوصف النباتي
شجرة أو شجيرة متخشبة، يصل ارتفاعها إلى مترين أو ثلاثة وأحيانا إلى 5 أمتار، تفريعها قاعدي، النبات لونه أخضر رمادي. الساق مغطاة بقلف فليني أبيض غائر التشقق، عند خدش الساق ينساب سائل حليبي لزج. الأوراق متشحمة قليلا " أبعادها ( 8-15 * 4- 10 سم ) وقد يصل طولها إلى 20 سم بيضية الشكل عريضة جالسة . قمة الورقة حادة وقاعدتها قلبية الشكل، السطح ذو لون أبيض فضي. الأزهار تحمل في مجموعات طرفية وخارجية وهي ذات لون أخضر مبيض من الخارج قرمزي أو أورجواني من الداخل. الكأس متشحم ذو لون أبيض ويتكون من 5 سبلات وكذلك التويج أيضا يتكون من 5 يتلات . الثمار إسفنجية جرابية ناعمة تشاكل التفاحة أو بيضة كبيرة. وهي ذات جراب مزدوج من 5 إلي 10 سم وتحتوي من الداخل علي ما يشبه الألياف ( خيوط ذا لون أبيض تشبه الحرير ). البذور سوداء ذات خصلة من الشعيرات في نهاية واحدة.
نبات سام وله عصارة لبنية، أما الأوراق فهي خضراء رمادية كبيرة سميكة، والأزهار بيضاء ونهايتها بنفسجية، والثمار خضراء مكورة ناعمة تحتوي على بذور مسطحة كثيرة مع شعيرات بيضاء تساعدها على الطيران لمسافات بعيدة، وهو من الفصيلة العشارية
ويحتوي نبات العشار على مادة لبنية سامة تستخدم كعلاج خارجي للبواسير.
وثمرة العشار، وهي تشبه ثمرة المانغو، يحذر منها حيث يتسبب الصوديوم الذي تحتوي عليه في إصابة العين والصدر بالحساسية.

## الأهمية الطبية
تشكل نباتات جنوب سيناء التي توجد بمحميات رأس محمد ونبق وأبو جالوم و سانت كاترين وطابا أهمية خاصة لما لها من قدرة على الشفاء من الأمراض أو الوقاية منها.
فمثلاً يحتوي نبات «السموا» على سبيل المثال على مواد عطرية تستخدم بعد غليها كعلاج لمرض السكر.
ونبات الجعدة له العديد من الاستخدامات في الرأس، كما تستخدم في علاج بعض الأمراض الجلدية.
أما السربك فيضاف إلى الشاى ليريح المعدة من أي آلام. أما الحنظل فله استخدامه في استرجاع ما بالمعدة من طعام إذا ما شك الإنسان في وجود سموم في الطعام.